# Талахаси (Флорида)
Талаха̀си (на английски: Tallahassee) е град и столица на щата Флорида в САЩ. Талахаси е с население от 188 107 жители (2014) и обща площ от 254,50 km². Талахаси означава „стари полета“ или „стар град“ на мускогски език. От Талахаси е музикалната група Крийд.
На 20 октомври 1984 г. в Талахаси умира известният физик Пол Дирак, където е преподавал в държавния университет на Флорида в края на живота си. Погребан е в местното гробище.

## Побратимени градове
Побратимени с Талахаси са следните градове:
- Кононго-Одумасе, Ашанти, Гана
- Сен Мартен, Холандски Антили
- Слайго, Графство Слайго, Ирландия
- Ругао, Дзянсу, Китай
- Рамат Хашарон, Телавивски окръг, Израел